# Rajd RAC 1961
Rajd RAC 1961 (18. RAC International Rally of Great Britain) – 18. edycja rajdu samochodowego Rajd RAC rozgrywanego w Wielkiej Brytanii. Rozgrywany był od 13 do 17 listopada 1961 roku. Była to jedenasta runda Rajdowych Mistrzostw Europy w roku 1961.

## Klasyfikacja rajdu
| Miejsce                      | Kierowca                     | Pilot                        | Samochód                     | Czas                         | Strata                       |                              |
| Klasyfikacja generalna i ERC | Klasyfikacja generalna i ERC | Klasyfikacja generalna i ERC | Klasyfikacja generalna i ERC | Klasyfikacja generalna i ERC | Klasyfikacja generalna i ERC | Klasyfikacja generalna i ERC |
| ---------------------------- | ---------------------------- | ---------------------------- | ---------------------------- | ---------------------------- | ---------------------------- | ---------------------------- |
| 1.                           | Erik Carlsson                | John Brown                   | Saab 96                      | 1:29                         | 0.0                          |                              |
| 2.                           | Pat Moss-Carlsson            | Ann Wisdom-Riley             | Austin-Healey 3000           | 2:09                         | +40                          |                              |
| 3.                           | Peter Harper                 | Ian Hall                     | Sunbeam Rapier               | 2:30                         | +1:01                        |                              |
| 4.                           | Paddy Hopkirk                | Jack Scott                   | Sunbeam Rapier               | 2:46                         | +1:17                        |                              |
| 5.                           | David Seigle-Morris          | Tony Ambrose                 | Austin-Healey 3000           | 2:50                         | +1:21                        |                              |
| 6.                           | Gunnar Andersson             | Douglas Johns                | Volvo PV 544                 | 3:04                         | +1:35                        |                              |
| 7.                           | Jimmy Ray                    | John Hopwood                 | Austin Mini                  | 3:24                         | +1:55                        |                              |
| 8.                           | Anne Hall                    | Valerie Domleo-Morley        | Ford Anglia                  | 3:24                         | +1:55                        |                              |
| 9.                           | Henry Taylor                 | George Philip Crabtree       | Ford Anglia                  | 3:29                         | +2:00                        |                              |
| 10.                          | Derek Astle                  | Peter Roberts                | MG Midget                    | 3:37                         | +2:08                        |                              |